# Condition des femmes en Chine antique et impériale
En Chine antique et impériale, les femmes sont exclues de plusieurs domaines de la vie sociale, l'exigence sociale les plaçant au foyer, et les hommes à l'extérieur. Hommes et femmes sont divisés, par une politique selon laquelle « les hommes labourent, les femmes tissent » (en chinois : 男耕女织), par des histoires cloisonnées dès la dynastie Zhou, l'ouvrage des Rites de Zhou stipulant que les femmes doivent être éduquées spécifiquement dans les « rites féminins » (en chinois : 陰禮, en pinyin : yīnlǐ). Des politiques les privent du droit de propriété, de celui de passer des examens ou d'occuper certaines fonctions. Les femmes constituent ainsi une société distincte. Des activités exclusivement féminines se développent, notamment des cercles littéraires, ainsi qu'une certaine influence politique, inaccessible aux hommes. Le rôle des femmes dans l'éducation (en jouant le rôle de mères dévouées) prend une certaine importance. La liberté des femmes s'améliore durant la dynastie Tang. Cependant, elle décline sous la dynastie Song : lors de la montée du néo-confucianisme, des restrictions dans le droit des femmes s'opèrent.

## Chine néolithique et antique
L'historiographie chinoise qui nous est parvenue sur la Chine antique est avant tout rédigée par des érudits confucéens au IVe siècle avant notre ère. Sa visée est de faire remonter le système dynastique de gouvernement loin dans le passé. Ces textes, comme le Zuo zhuan et le Classique des vers, se concentrent sur les nobles et érudits masculins, au détriment des femmes. Les Biographies de femmes exemplaires, compilées au Ier siècle avant notre ère, en représentent une exception. Conçu pour les hommes, l'ouvrage insiste sur les avantages des femmes vertueuses, ainsi que sur les dangers des femmes lâches. La majorité des femmes, d'ascendance noble, est décrite comme passive, le gardien, masculin (mari ou père) contrôlant les actes de la femme. On s'attend à une application du principe « les hommes labourent, les femmes tissent », qui confère à l'homme un rôle dominant et la femme un rôle subordonné. En fait, dans la tradition confucéenne, l'accent est mis sur le rôle et l'engagement que les hommes, pères et frères aînés, ont envers les femmes. Celles-ci sont considérées comme un groupe envers lequel les hommes ont des responsabilités. De plus, les enseignements confucéens ont promus des valeurs telles que la chasteté, l’obéissance et la loyauté des femmes envers les hommes. Aussi, la loyauté envers les hommes de la famille (père, mari et fils aîné) devait être une caractéristique propre aux femmes. En revanche, des vestiges archéologiques des périodes pré-confucéennes montrent que les femmes sont actives, et ce dans toutes les classes sociales

### Néolithique

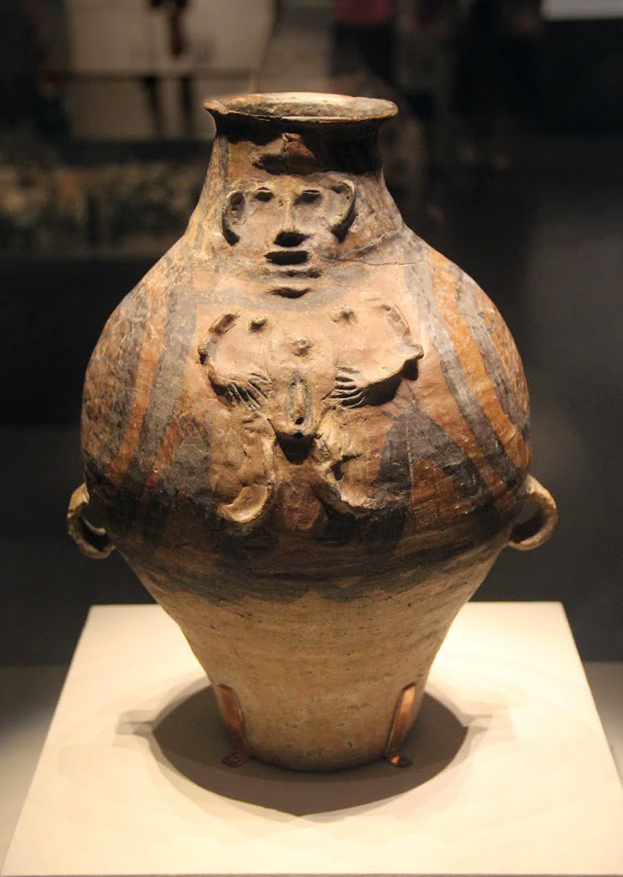
Poterie de la culture Majiayao décoré d'une figure androgyne.

En Chine, la société du néolithique est perçue comme matrilinéaire. Plus tard, les sociétés patrilinéaires les supplantent dans un contexte de pastoralisme et de première division sociale du travail. Cette thèse provient des théories marxistes du matérialisme historique, qui soutiennent que la structure sociale se détermine par l'économie. Cependant, la non-existence de cette division du travail a pu être montrée par l'archéologie : dans les sépultures masculines comme féminines se trouvent des objets funéraires (bien que différents chez les hommes et chez les femmes). Ainsi a-t-on pu montrer que la culture Yangshao est matrilinéaire, hypothèse influente dans l'archéologie contemporaine.
Des figurines féminines représentant déesses et symboles de fertilité sont découvertes sur plusieurs sites de la culture Hongshan dans la province du Liaoning, ainsi que dans la culture Xinglongwa dans l'est de la Mongolie intérieure. Ces personnages posent leurs mains sur un ventre proéminent. À Niuheliang, site archéologique situé à Liaoning, une telle figurine est trouvée dans un temple, ce qui confirme l'idée qu'elles sont adorées au Néolithique. Les rôles de genre sont probablement moins rigides au néolithique que dans les cultures ultérieures. Ainsi, une poterie de la culture Majiayao de Liupingtai (六平台) au Qinghai est découverte (voir illustration). Dans la mesure où la figure porte des parties génitales mâles et femelles, les archéologues concluent que la combinaison des sexes est signe de puissance dans ces cultures, peut-être précurseur de la philosophie du yin et du yang.
Sur des sites de la culture Majiayao, les femmes sont souvent enterrées avec des fusaïoles, ce qui suggère que le tissage constitue une activité importante pour cette culture. Lorsqu'une femme est enterrée aux côtés d'un homme, les deux membres du couple se trouvent l'un à côté de l'autre, dans la même position, ce qui peut signifier qu'aucune hiérarchisation n'a lieu. En revanche, dans la culture Qijia, on trouve des femmes enterrées aux côtés d'un cercueil, parmi les biens du défunt, comme à Liuwan à Ledu, Qinghai. Les femmes sont ainsi considérées comme les biens des hommes. On observe que la jambe gauche d'une femme enterrée dans une double sépulture est coincée sous le cercueil : selon les archéologues, elle fut enterrée vivante.

### Dynastie Shang

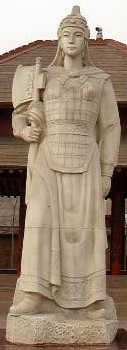
Statue de Fu Hao.

Pendant la dynastie Shang, le statut des femmes varie d'une région à l'autre. Au Nord, dans le cimetière de la culture de Xiajiadian inférieur de Dadianzi (en chinois : 大甸子), les femmes sont aussi nombreuses que les hommes, ce qui suggère que les rites funéraires sont les mêmes pour hommes et femmes. De plus, l'âge moyen des femmes au décès est légèrement plus élevé que les hommes, ce qui donne une indication sur leur espérance de vie. Ces observations contrastent avec celles sur les autres cimetières, où les femmes sont moins nombreuses à recevoir un enterrement formel.
On estime que les femmes, sous la dynastie Shang, ont un statut inférieur à celui des hommes. Pourtant, les fouilles archéologiques des sépultures montrent que les femmes peuvent avoir un statut élevé et un certain pouvoir politique. La tombe de Fu Hao, générale et épouse du roi Wu Ding, contient de précieux objets en jade et des récipients rituels en bronze, démontrant sa richesse. En outre, d'après des textes de la dynastie Shang, Fu Hao mène des troupes au combat au nord des territoires Shang, à la conquête des États, dirige des services pour adorer les ancêtres et participe aux affaires politiques à la cour. Longtemps après sa mort, Fu Hao est honorée par les dirigeants en tant qu'Ancêtre Xin. On lui offre des sacrifices pour s'assurer de sa bienveillance.
La lecture des os oraculaires indique que les Chinois de la période Shang préfèrent les garçons aux filles : l'une des questions figurant sur ces os est l'état de la grossesse de Fu Hao. Il est écrit que la grossesse n'est « pas bonne ; [l'enfant] était une fille ». En outre, les dirigeants masculins ont le droit d'épouser plusieurs femmes afin d'accroitre leur chance d'avoir un garçon. Fu Hao est ainsi nommée conjointe, alors que Fu Jing (婦井) est première épouse. Cette différence de statut est illustrée par leurs enterrements respectifs : Fu Jing, première épouse, est enterrée dans l'enceinte du cimetière, alors que Fu Hao, conjointe, l'est à l’extérieur du cimetière officiel.

### Dynastie Zhou
Sous la dynastie Zhou, la société chinoise est patriarcale, une stricte hiérarchie féodale déterminant les rôles de genre. La période des Zhou de l'Est (771-256 avant notre ère) marque le fondement d'une division entre hommes et femmes. Ainsi, moïstes et légistes soutiennent une répartition des tâches stéréotypée, afin de préserver l'ordre social et moral. Ce partage s'illustre par le dicton « les hommes labourent, les femmes tissent » (en chinois : 男耕女织). Il s'étend à une division sociale. Dans le Yi Jing (Livre des Changements), il est écrit : « parmi les membres de la famille, la place des femmes est à l'intérieur et celle de l'homme à l'extérieur ». D'après les sources écrites, les femmes appliquent cette séparation de plus en plus strictement. Celles qui effectuent un travail à l'extérieur, d'un bas rang social, doivent rentrer dès que le travail cesse. Ne pas travailler à l’extérieur est un luxe réservé à la noblesse, et l'enfermement, préservation du regard masculin, prouve un statut élevé.
Par les textes qui nous sont parvenus, l'impression générale que hommes lettrés ont des femmes nous apparait. Il y indiqué que pour la famille, la fille est moins précieuse que le garçon. Filles et garçons bénéficient de la même éducation jusqu'à l'âge de neuf ans. À l'âge de dix ans, cependant, les filles doivent étudier un code moral destiné à la femme mariée, les Trois obédiences et les Quatre Vertus. Selon lui, les femmes doivent obéissance à leur père, puis à leur mari, puis, après la mort de ce dernier, à leur fils. Le Classique des Rites stipule qu'une femme doit être mariée à 20 ans ou, "s'il y a un problème, se marier à 23 ans". Après le mariage, la femme vit avec la famille de son mari et manifeste de la piété filiale envers les parents de son époux. La compensation payée par la famille du marié à la famille de la mariée (pour l'avoir perdue) peut remonter à la dynastie Zhou, et est établie dans les Six Rites de mariage.

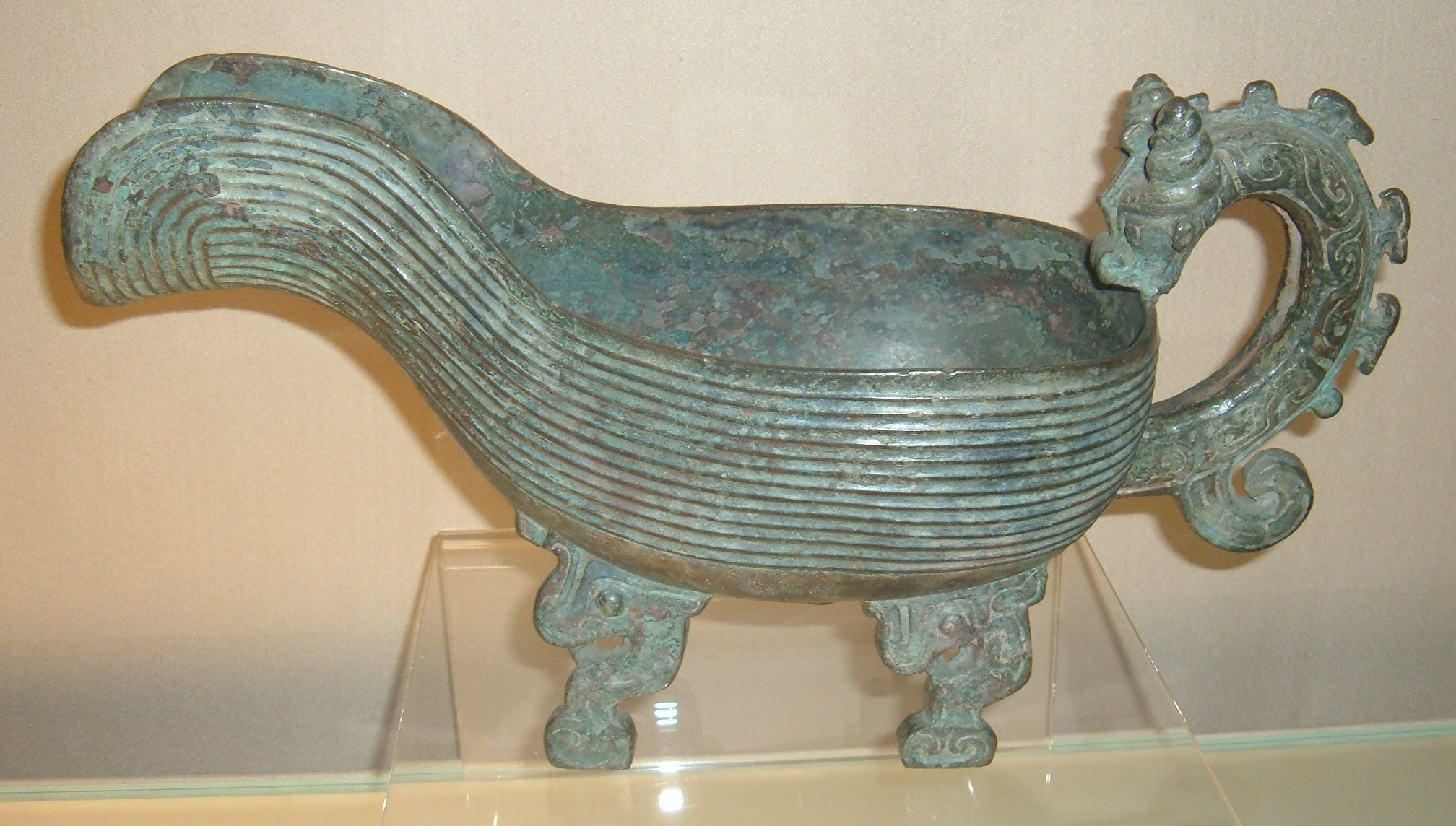
Bronze yi coulé par un marquis pour sa femme, Mengji (孟姬), princesse de Guo.

Les prescriptions sur les femmes des textes rituels de Zhou ne sont pas toujours suivies. Par exemple, le cimetière des marquis de Jin dans le Shanxi contenait dix-neuf sépultures communes des seigneurs Jin et de leurs épouses. Les riches biens funéraires permettent aux archéologues de supposer que le statut des femmes est proche de celui des hommes au Xe siècle avant notre ère, sans doute parce que les rituels de la dynastie Zhou ne s'appliquent pas encore. Dans les sépultures du début du IXe siècle, cependant, la quantité des récipients en bronze accompagnant des épouses diminue beaucoup, ce qui laisse à penser qu'un système rituel subordonnant l'épouse au mari est en place. En revanche, une tombe d'un seigneur Jin datant du VIIIe siècle avant notre ère est plus petite que celles de ses deux épouses, acte interdit par les textes. Ainsi, le pouvoir du gouvernement Zhou décline et les rituels sont inégalement appliqués.
Dans les hautes sphères, il existe des femmes conseillant des parents masculins en stratégie politique, composant de la poésie (Dame Xu Mu est ainsi conseillère et poétesse), se défendant contre de dures peines juridiques, enseignant le tir à l'arc aux nobles et réprimandant leur dirigeant pour comportement inacceptable. Le roi Zhou Wuwang nomme son épouse Yi Jiang (en chinois : 邑姜) parmi ses neuf ministres.

### Période des printemps et automnes

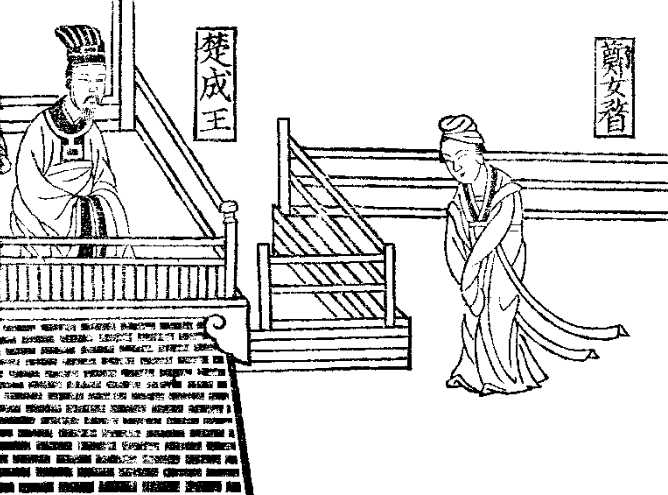
Gravure sur bois de la dynastie Qing représentant Zheng Mao conseillant son mari, le roi Cheng de Chu, sur la succession.

Avec le déclin du pouvoir de la dynastie Zhou, les États féodaux gagnent en indépendance et en puissance. Dans ce contexte de trouble politique, les philosophies prescriptives sur le monde abondent, la majorité souligne l'infériorité des femmes par rapport à leurs homologues masculins. Pourtant, les femmes proches des dirigeants jouent un rôle clé dans la diplomatie. Par exemple, après que le roi Cheng de Chu envoie une aide militaire au duc Wen de Zheng, les deux épouses du duc lui rendent visite pour le remercier.
Les règles sociales exigent la séparation des femmes et des hommes. Pourtant, il arrive que les femmes soient chargées des événements de la sphère domestique en dépit de ces règles. Même pour les réunions réservées aux hommes, la femme est souvent décrite comme surveillant les évènements. Par exemple, l'épouse d'un ministre de Jin, à la demande de ce dernier, évalue la personnalité des collègues du ministre et le conseille à leur sujet. Un ministre de Cao permet à sa femme d'observer une réunion entre lui et Jin Wen Gong. Elle juge que Gong deviendra un grand chef. Cependant, le dirigeant de Cao, le duc Gong, manque de respect à Jin, qui finit par envahir Cao. Ainsi, les femmes sont sans doute impliquées dans des évènements politiques et sociaux, en conseillant, planifiant et fournissant de la nourriture.
Dans les basses classes sociales, les femmes sont en majorité décrites comme tisserandes, cuisinières et musiciennes. Le savoir sur ces classes est limité car peu documenté, les sources archéologiques et textuelles concernant avant tout les femmes des classes élevées.

## Chine impériale

### Dynastie Qin
Les enseignements confucéens soutiennent la patrilinéarité et la patrilocalité ; cependant, ils ne sont pas suivis à la lettre dans la vie quotidienne. Dans les terres appartenant à l'ancien État de Qin, les familles pauvres envoient souvent leurs fils vivre chez la famille de leurs épouses, afin d'éviter de leur donner une part de la propriété à l'âge adulte. Cette pratique est méprisée par les classes supérieures : les hommes vivant avec les familles de leurs épouses sont ciblés dans la purge des indésirables en 214 avant notre ère. Envoyés pour aider à l'expansion de Qin au sud, ils sont contraints de s'installer dans les régions autour de Fuzhou et Guilin. D'après Hinsch, la  matrilocalité est probablement répandue chez les classes pauvres, car les hommes de ces classes peuvent améliorer leurs perspectives, alors que la propriété familiale de la femme n'est pas divisée entre divers parents.

### Dynastie Han

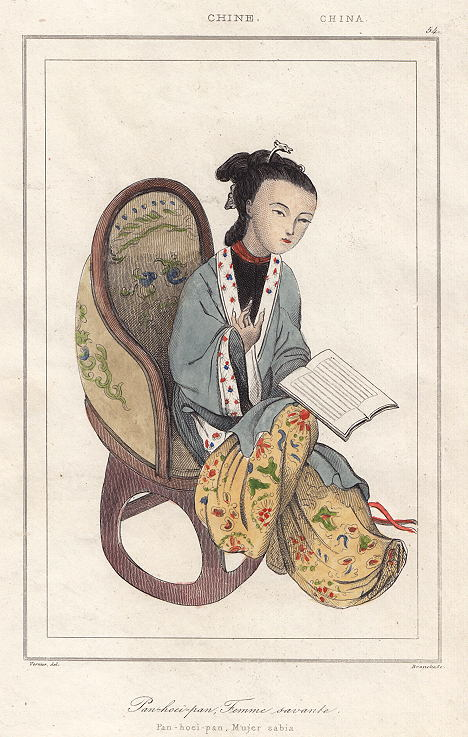
Illustration du XVIIIe siècle représentant Ban Zhao en train de lire.

Les archives témoignent de l'existence de femmes exerçant une certaine autorité à l'échelle familiale. L'excavation de la tombe d'un couple marié à Yizheng, Jiangsu, permet de dévoiler le testament du mari, Zhou Ling (en chinois : 朱凌). Il y écrit qu'après la mort de son père, sa mère retourna chez sa famille est l'y éleva. Ce fait est contraire aux enseignements du confucianisme selon lesquels un fils doit être élevé chez la famille de son père : la patrilinéarité semble donc moins importante chez les Han. De plus, la famille de la mère de Zhou semble avoir attiré plusieurs nouveaux gendres dans leur maison grâce aux mariages de la mère. Les mariages matrilocaux, assez répandus à l'époque des Han, varient en fréquence selon l'État. Par exemple, dans l'État de Qin, un fils aisé reçoit une part des biens familiaux à l'âge adulte, un fils pauvre vit chez la famille de sa femme. Ces hommes sont appelés "gendres mis en gage '' (en chinois : 贅婿, en pinyin : zhuìxù) et la loi Qin leur interdit d'occuper des fonctions gouvernementales. Cependant, la matrilocalité n'est pas considérée comme honteuse parmi les classes populaires : chez la mère de Zhou, deux nouveaux maris sont arrivés. Malgré le dogme confucéen qui fait l'éloge de veuves ne se remariant pas, le remariage est une pratique courante, selon d'autres textes Han. Le testament de Zhou est dicté par la volonté de sa mère. Elle y décrit ses deux champs de mûriers et ses deux champs de riz achetés qu'elle confia à ses filles, Xianjun (仙君) et Ruojun (弱君), pauvres et sans doutes mariées dans d'autres familles. Sous la dynastie Han, les femmes peuvent donc entretenir des liens avec leur famille, et acheter et cultiver la terre. Cependant, Xianjun et Ruojun ne conservent pas la terre de façon permanente : elle revient à un frère cadet une fois libéré des travaux forcés.
L'érudite Ban Zhao, dans ses Leçons pour les femmes, décrit la "vertu féminine" (en chinois : 女德, en pinyin : nüde) comme n'exigeant aucun "talent brillant ou différence remarquable. Le langage féminin n'a pas besoin d'être intelligent dans le litige ou vif dans la conversation."
Les systèmes fiscaux des Han occidentaux et orientaux stipulent que toute personne âgée de quinze à cinquante-six ans payent des impôts, indépendamment du genre. Par conséquent, les femmes peuvent posséder des biens et les gérer. Des documents indiquent que des paysannes se virent attribuer 20 mu de terre, tandis que les impôts furent fixés en fonction du niveau de référence d'une unité mari et femme. Les couples mariés sont imposés un boulon de soie et 30 dou de mil, alors que les impôts des femmes et des hommes célibataires s'ajustent de sorte que quatre personnes paient l'équivalent d'un couple marié. En 604, l'empereur Yang de Sui modifie ce système : désormais, seuls les hommes jouissent d'un droit de propriété et payent des impôts sur celle-ci.
Après la dynastie des Han, pendant la période des Trois Royaumes, l'écrivain Fu Xuan compose un poème, déplorant le statut de la femme, qui commence par : « Que c'est triste d'être une femme! Rien sur terre n'est jugé si peu cher. » Fu Xuan est confucéen. Pourtant, le bas statut des femmes est souvent décrit comme en rapport avec le confucianisme adopté sous la dynastie Han,

### Dynastie Tang

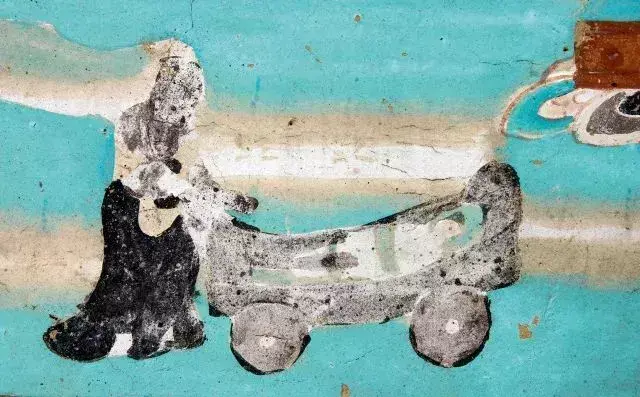
Une femme poussant un landau, fin de la dynastie Tang, grottes de Mogao.

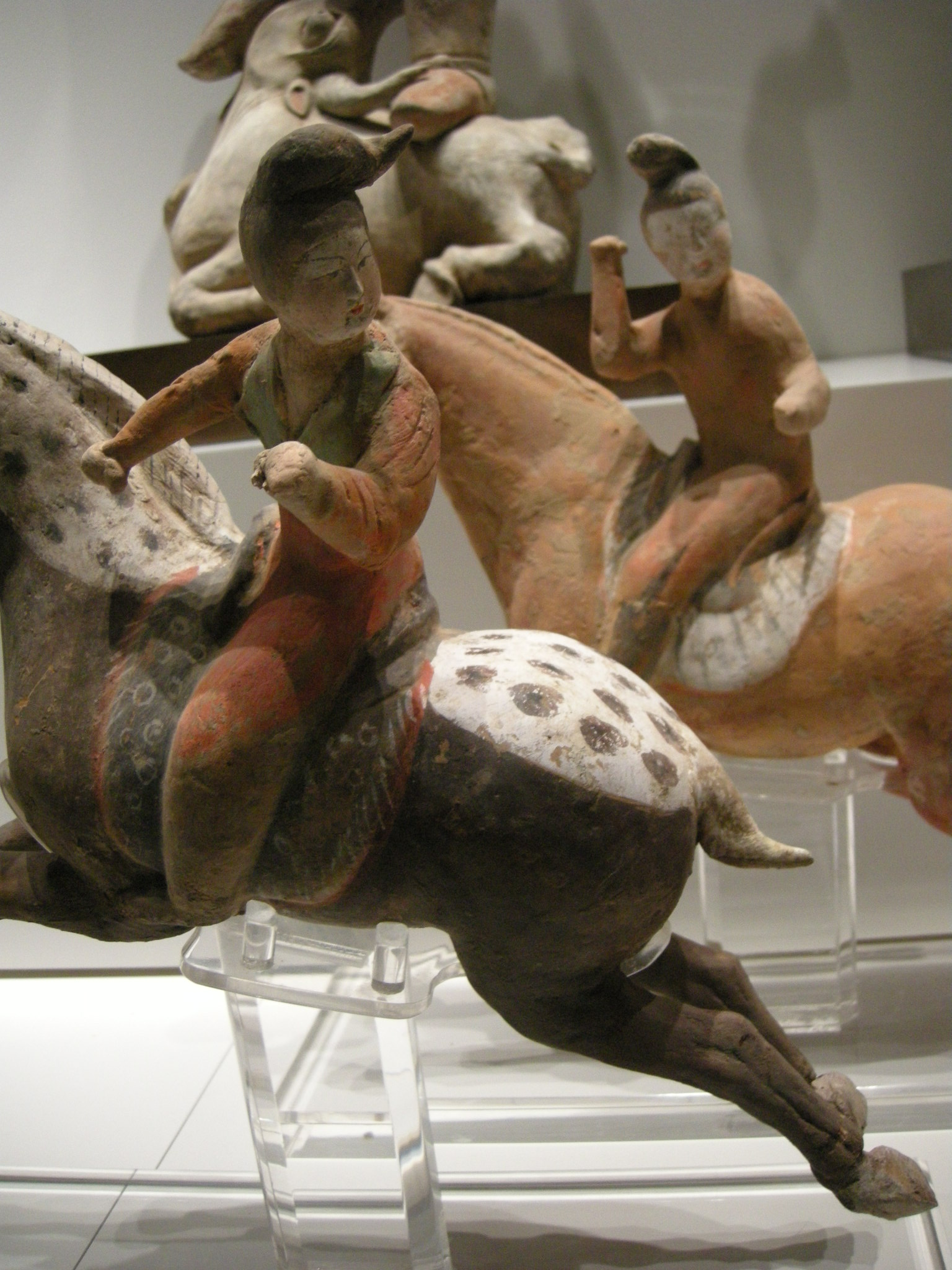
Modèles en céramique de femmes Tang jouant au polo et portant des pantalons.

La dynastie Tang est décrite comme un âge d'or pour les femmes, contrairement au néo-confucianisme de la dynastie Song (période suivante) où les pieds bandés, le suicide des veuves et leur chasteté représentent des normes sociales. L'image des femmes libres vient sans doute du fait que plusieurs femmes règnent durant cette période. Wu Zetian, seule impératrice chinoise, quitte la position de concubine de l'empereur Gaozong pour gouverner le pays. Son titre évolue : d'abord impératrice consort, elle devient régente pour Zhongzong, puis s'auto-proclame impératrice régnante (en chinois : 皇帝) d'une nouvelle dynastie Zhou en 690. L'impératrice Wei et la princesse Taiping sont d'autres actrices politiques. Cependant, l'attitude des souverains envers les femmes politiques put être moqueuse, comme en témoigne la diplomatie entre les chefs politiques Tang et les souveraines d'autres États. Ainsi, l'empereur Taizong déclare à l'ambassadeur de la reine Seondeok de Silla qu'il l'aiderait à tenir tête à ses voisins en envoyant un prince Tang pour gouverner Silla. Il estime alors que les royaumes de Baekje et de Goguryeo ont une attitude hardie car Silla est gouverné par une femme.

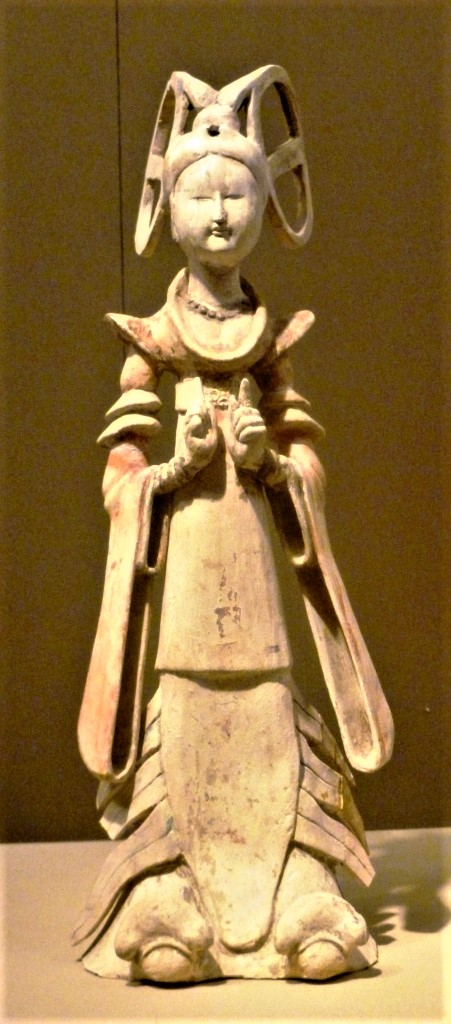
Danseuse peinte portant des anneaux sur la tête. Dynastie Tang

La société Tang suit les traditions du nord de la Chine, qui interagit avec les peuples nomades d'Asie centrale et de la steppe eurasienne. Dans ces sociétés, l'égalité de genres est plus importante que sous la  dynastie Han : certaines femmes gèrent des conflits juridiques, s'impliquent dans la politique, et participant à la guerre. La princesse Pingyang, fille du premier empereur des Tang, joue un rôle déterminant dans la fondation de la dynastie Tang, levant et commandant une armée de 70 000 soldats pour aider la campagne de son père. En outre, les femmes occupent des positions puissantes dans la conscience sociale, apparaissant dans les contes comme des esprits puissants responsables du sort d'un ménage, ou comme des chamans, malgré le fait qu'une classe séculaire de médecins existait sous la dynastie Tang.
La fréquence des mariages d’État (alliances politiques) augmente pendant la dynastie Tang. Contrairement aux dynasties antérieures, les princesses envoyées par la cour Tang sont des membres à part entière de la maison impériale, et non des objets passifs échangés entre États. Ainsi les princesses jouent-elles un rôle de diplomates, culturelles, comme la princesse Wencheng, qui, avec sa coépouse Bhrikuti de Licchavi, introduit du bouddhisme au Tibet, selon les textes, ou politique, comme la princesse Taihe. Cette dernière est mariée au chef de l'Uyghur Khaganate. Après la mort de son époux en 824, la princesse Taihe est enlevée deux fois pendant le conflit avec les Yenisei Kirghiz et demande à l'empereur Wuzong de Tang de reconnaître officiellement le chef rebelle. Le message que lui envoie l'empereur Wuzong, consigné dans le Zizhi Tongjian, révèle les attentes politiques que les hommes peuvent avoir de ces femmes diplomates : "A l'origine, l'empire perdit sa fille aimée par un mariage qui apporterait la paix avec le Khaganat ouïghour les amener à aider à stabiliser et à défendre les frontières de l'empire. Récemment, les actes du khaganat furent totalement déraisonnables et ses chevaux vinrent au Sud. Ne craignez-vous pas, ma tante, la colère de l'empereur Gaozu et des esprits de l'empereur Taizong ! Lorsque les frontières de l'empire sont perturbées, ne pensez-vous pas à l'amour de la Grande Impératrice Douairière ! Vous êtes la mère du khaganat et vous devez être assez puissante pour donner des ordres. Si le khaganat ne suit pas vos ordres, les relations entre nos deux États prendront fin et ils ne pourront plus se cacher derrière vous !"
Le texte original chinois est le suivant :
先朝割愛隆婚，義寧家園，謂回顧必能御侮，安靜塞垣。今回顧所為，甚不循理，每馬首南向，姑得不畏高祖、太宗之威靈！慾侵擾邊疆，豈不思太皇太后慈愛！為其國母，足得指揮。若回顧不能稟命，則是棄絕姻好，今日已後，不得以姑為詞！

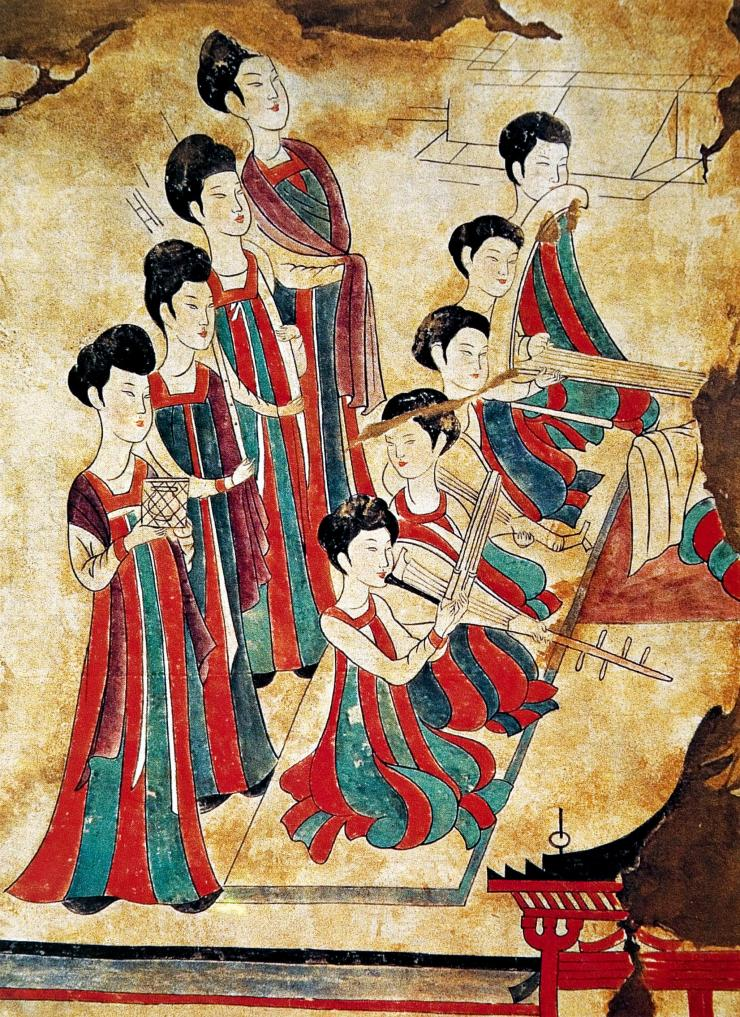
Troupe de musiciennes peintes sur les murs de la tombe de Li Shou, datant du VIIe siècle.

Sous les Tang, la perception des femmes comme marchandises augmente. Bien qu'auparavant seules les classes supérieures avaient des concubines (en chinois :  妾 ; en pinyin : qiè) en plus d'une épouse (妻, en pinyin : qī), les codes juridiques Tang définissent les différences formelles entre épouses et concubines, ainsi que les enfants nés de chacune. Un homme n'a légalement droit qu'à une épouse, mais pouvait « acheter autant de concubines qu'il pouvait se le permettre ». Le statut juridique d'une concubine est très éloigné de celui d'une femme de chambre (en chinois : 婢, en pinyin : bì), les femmes de chambre devant être "libérées '' (en chinois : 放 ; en pinyin : fàng) pour changer de position. Cependant, on s'attendait à ce qu'une concubine serve l'épouse de la même manière qu'une femme de chambre, ses fils doivent traiter l'épouse comme leur mère légale et, à la mort de son mari, elle n'hérite pas. Même si les épouses ne sont pas censées être vendues, la perception des femmes comme des biens permet aux hommes de vendre les leurs à des femmes proxénètes, ("madame de bordel"), comme celles trouvées dans l'est de Chang'an. Les courtisanes de Chang'an sont employées pour chanter, converser et divertir les clients, comme la geisha japonaise (bien qu'une geisha ne soit pas une prostituée). Les filles sont souvent engagées dans des familles pauvres. En entrant dans la maison de prostitution, elles prennent le nom de famille de la tenancière. Elles peuvent en sortir en épousant un client ou en devenant concubines. Les maladies vénériennes les atteignent et les médecins en décrivent une semblable à la gonorrhée, sexuellement transmissible.

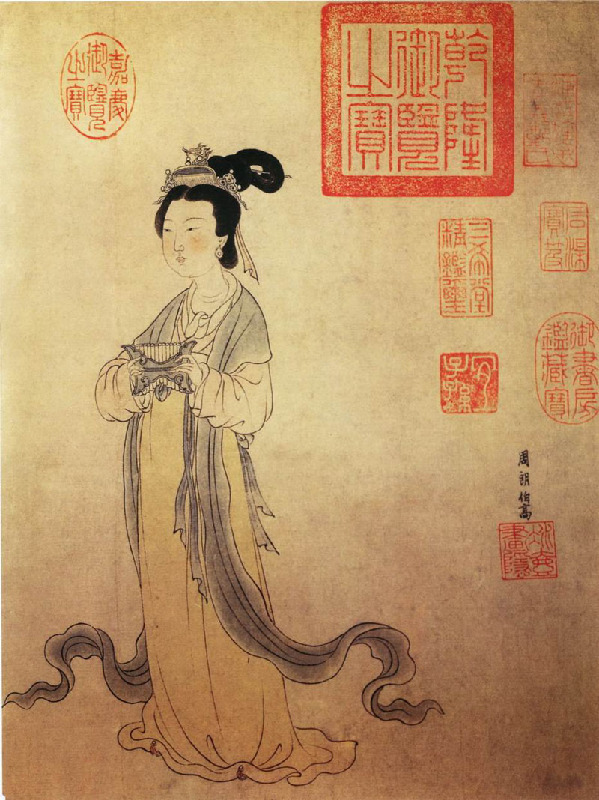
Portrait de la poétesse de la dynastie Tang Du Qiuniang

Le niveau d'éducation requis des courtisanes, associé à leur clientèle fréquemment alphabétisée, permet à plusieurs d'entre elles d'écrire des poèmes, commentant société et évènements contemporains. Les talents littéraires de Li Ye sont remarqués : l'empereur Dezong de Tang la convoque à la Cour afin qu'elle lui écrive des poèmes. Dezong convoque aussi les cinq sœurs Song, impressionné par leur connaissance des classiques et de la poésie, et les emploie comme poétesses de Cour : de manière générale, il apprécie les femmes lettrées et le talent. Li Ye, est, à des moments différents, nonne taoïste et courtisane. Parmi les poétesses et courtisanes, on compte également Xue Tao et Yu Xuanji. Cependant, toutes les poétesses ne sont pas courtisanes. L'érudit Cai Xingfeng (en chinois : 蔡省風) édite un recueil de poésie écrite exclusivement par des femmes, connu sous le nom de CollectioYáochí xīn yǒng jín de nouveaux chants du lac de Jade (en chinois : 瑤池新詠集, en pinyin : Yáochí xīn yǒng jí). Song Ruoshen, Song Ruozhao, Song Ruoxian, Song Ruolun (宋若倫) et Song Ruoxun (宋若荀), cinq sœurs, deviennent poétesses officielles. Du Qiuniang, autre poétesse réputée, est la seule femme à figurer dans l'anthologie Trois cent poèmes des Tang.
Les femmes exercent notamment les professions suivantes : le commerce (vente de denrées alimentaires), le tissage, l'entretien des vers à soie, les arts (chant, danse, acrobaties, spectacles de rue, contes), le secrétariat pour des fonctionnaires. Chang'an put compter vingt-sept monastères féminins bouddhistes et six temples féminins taoïstes au début du VIIIe siècle. Les nonnes participent à des processions religieuses, telles que l'arrivée d'une relique bouddhiste à Chang'an (os du doigt de Bouddha).
Le système fiscal Tang calcule le montant dû par chaque homme adulte à l'État ; les femmes ne sont pas imposées. Cependant, une partie de la taxe d'un homme comprend 20 pieds de soie ou 25 pieds de lin tissé par les femmes de sa maison. Dans la bureaucratie officielle, les femmes sont représentées par un tuteur masculin. D'après Charles Benn, certaines femmes Tang adoptent une cape les couvrant de la tête au pied, qui n'a qu'un petit espace pour les yeux, originaire du Tuyuhun, afin d'éviter le regard des hommes. Au VIIIe siècle, cette mode s'estompe, ce que l'empereur Tang Gaozong désapprouve, dérangé par l'exposition du visage des femmes. Gaozong publie alors deux édits pour tenter de raviver ce style, mais le couvre-chef est remplacé par un chapeau à larges bords, un voile de gaze étant suspendu du bord aux épaules.

### Dynastie Song

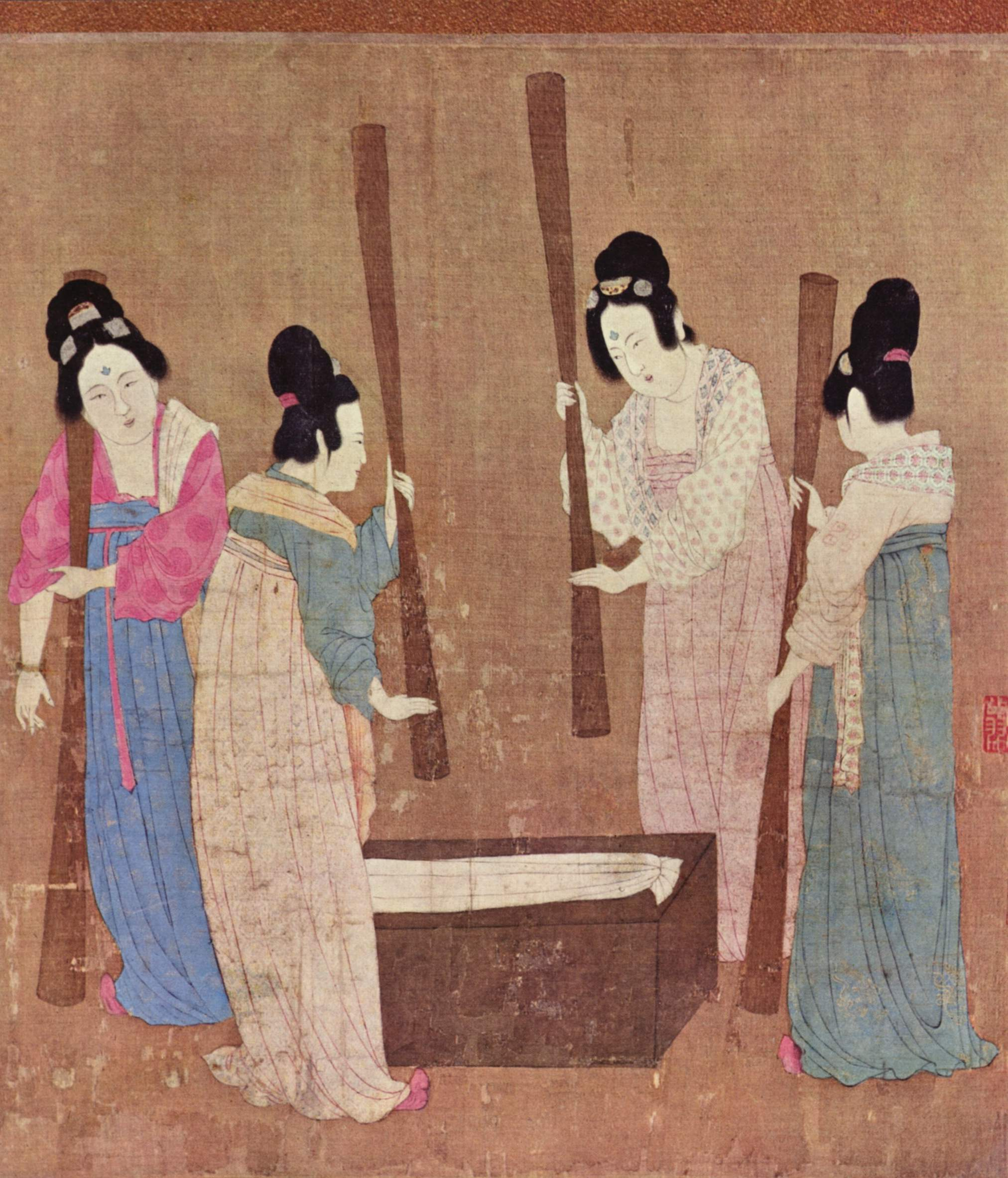
Dames de Cour préparant la soie nouvellement tissée, attribuée à l'empereur Huizong dans le style du peintre de la dynastie Tang Zhang Xuan

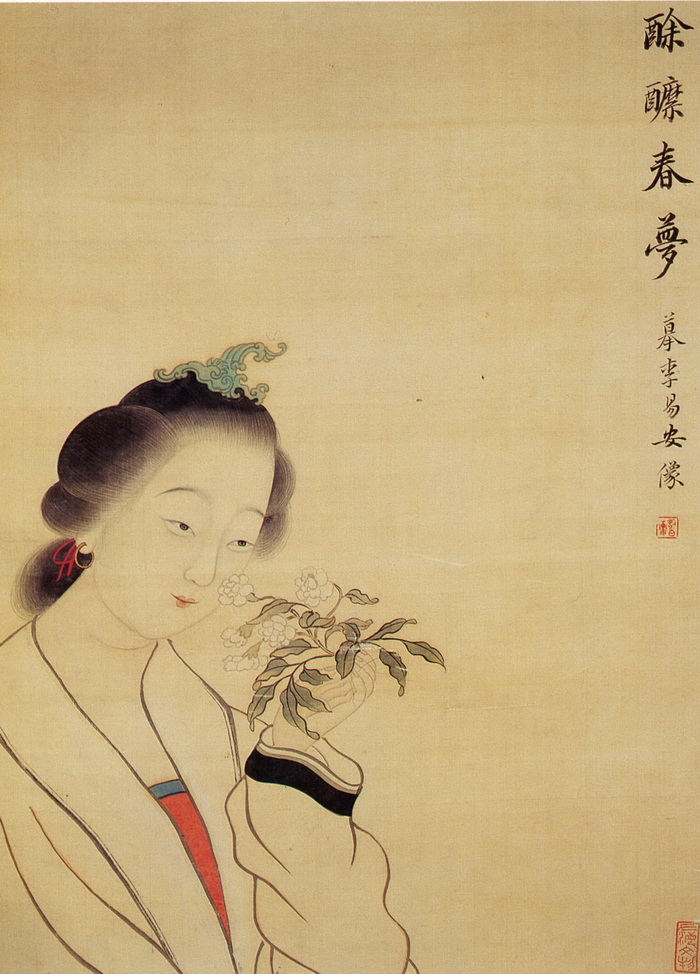
La poétesse de la dynastie Song Li Qingzhao

Pendant la dynastie Song, le néo-confucianisme devient le système de pensée dominant. L'hypothèse selon laquelle il s'accompagne du déclin de la condition féminine est donnée. À partir de la dynastie Song, les restrictions imposées aux femmes sont plus prononcées,. Les néo-confucéens, comme Sima Guang, conçoivent les hommes et les femmes comme membres du yin et du yang. La femme représente l'intérieur, les hommes l'extérieur. À partir de dix ans, il est mal vu qu'une femme ou qu'une fille sorte. Les sujets de conversations liés au monde des hommes, le monde extérieur, sont à éviter pour les femmes.Le néo-confucéen Zhu Xi put croire en l'infériorité des femmes et en la nécessité d'une séparation. Zhu Xi et les néo-confucéens comme Cheng Yi insistent aussi sur la chasteté, ce dernier put promouvoir le culte de la chasteté des veuves. Cheng Yi juge inapproprié d'épouser une veuve car elle a perdu son intégrité. Au sujet des veuves appauvries à cause de la mort de leur mari, Cheng déclare : "Mourir de faim est un petit problème, mais perdre sa chasteté est un grand problème. "   Les veuves chastes sont félicitées. Le remariage, fréquent au début de la période Song, devient objet de stigmatisation sociale, ce qui cause la solitude et des problèmes chez les veuves. La poétesse Li Qingzhao, après la mort de son premier mari Zhao Mingcheng, se remarie brièvement à l'âge de 49 ans, et est critiquée.
La cause du déclin des femmes des dynasties Song à Qing est recherchée. Celle du néoconfucianisme est admise. Pourtant, une cause plus complexe, due à un contexte économique, social, politique, culturel, juridique peut expliquer ce déclin. L'idéologie patrilinéaire orthodoxe est ainsi issue de ces causes. La loi étatique standadise les pratiques, dont le fondement est patriarcal. Néanmoins, les néo-confucéens sont en partie responsables de ces changements. Par exemple, ils critiquent la conservation de la dot par la femme, ainsi que l'héritage qu'elle reçoit, et le retour de celle-ci dans sa famille, une fois veuve et possédant les biens accumulés par le couple. Les veuves de la dynastie Song qui sont retournées dans leur famille d'origine, appelée guizong (歸 宗), bénéficient de la protection des lois sur les droits de propriété, ce qui facilite leur remariage. Les néo-confucéens contestent ces lois, soutenant que les femmes doivent rester dans la famille de leurs maris pour la soutenir. Ces arguments néo-confucéens convainquent le gouvernement sous la dynastie Yuan, et des lois sont promulguées : pour une femme, rapporter ses biens à sa famille de naissance, ou à une autre en cas de remariage, devient prohibé. La propriété des femmes devient ainsi la propriété de la famille du premier mari, ce qui diminue les biens de la femme et ses perspectives de remariage.
Au cours de la dynastie Song, les pieds bandés se popularisent dans les hautes sphères sociales, atteignant les classes plus modestes plus tard. C'est de cette période que datent les premières preuves des pieds bandé. L'archéologie indique que la fixation des pieds est pratiquée chez les femmes des hautes classes sociales au XIIIe siècle,,. Peu avant la dynastie Song, pendant les Tang du Sud (937–976),, cette pratique put naître chez les danseuses de l'élite. Ce sont pourtant les pieds bandés qui conduisent au déclin de la danse chez les femmes. La beauté et les talents de danseuse des courtisanes sont de moins en moins prisés après la dynastie Song.

### Dynastie Yuan
La place des femmes dans la dynastie Yuan dirigée par les Mongols est objet de débats. Les femmes mongoles, qui pratiquent l'élevage avec les hommes, jouissent d'une plus grande puissance que dans la Chine contemporaine. Cependant, la société mongole est patriarcale. Les femmes doivent servir leur mari et leur famille. Ainsi, "Gengis Khan aurait déclaré par Rashīd al-Dīn Ṭabīb : « Le plus grand bonheur est de vaincre ses ennemis, de les chasser devant soi, de leur voler leurs richesses, de voir ceux qui leur sont chers baignés de larmes, de serrer en son sein leurs femmes et leurs filles. "
Après l'invasion des Song du Nord et du Sud, la population de l'empire est divisée en classes hiérarchiques, la population Han est souvent maltraitée. Wang Yuanliang, poète qui servit dans les tribunaux Song et Yuan, écrit un poème sur les inquiétudes de la vie quotidienne durant la transition dynastique. Dans des poèmes comme le Chant d'Huzhou, il dépeint d'anciennes dames de l'empire Song devenues vulnérables à la violence et aux abus pendant cette période. Guan Daosheng, poètesse et peintre chinoise active au début de la dynastie Yuan, est décrite comme "la femme peintre la plus célèbre de l'histoire chinoise... non seulement comme une femme talentueuse, mais aussi comme une figure éminente de l'histoire de la peinture de bambo." Zhao Luanluan est une poétesse chinoise qui vécut pendant le règne de Zhizheng (1341–1367), période chaotique à la fin de la dynastie mongole Yuan. Dans le Quan Tangshi, anthologie datant de la dynastie Qing les compilateurs la prennent pour une courtisane car elle composa des poèmes érotiques. Sengge Ragi de Lu, princesse de l'État de Lu, est patronne des arts, collectionnant des œuvres dont la plupart datent de la période de la Dynastie des Song. En 1323, Sengge Ragi organise un « rassemblement élégant » historique, par le fait que son organisateur soit une femme. Son rôle dans le rassemblement et la collecte de nombreuses œuvres d'art de son vivant lui confèrent une certaine position dans l'héritage culturel de la période Yuan.
Pendant la dynastie Yuan, les différences de pratiques culturelles mongoles et Han causent une différence légale entre ces peuples. Par exemple, chez les Mongols, le mariage en lévirat (mariage où un homme épouse la femme de son frère décédé) est courant, et désapprouvé chez les Han. Des lois exigeant la chasteté des veuves sont promulguées sous l'influence de néo-confucéens qui s'opposent à leur remariage. Au début des années 1300, les femmes perdent leur droit à la dot et ne possèdent plus de bien si elles quittent leur premier mariage.
Les historiens Chou Hui-ling et William Dolby, tout en étudiant les biographies d'acteurs du XIVe siècle, remarquent que sous la dynastie Yuan, plus de femmes qu'auparavant sont comédiennes. La plupart des acteurs de la dynastie Yuan sont des femmes, par opposition aux acteurs masculins dans des rôles féminins. Lors de la conquête mongole, beaucoup de femmes Han de toutes classes sociales, déplacées et obligées de gagner un salaire, deviennent artistes.

### Dynastie Ming

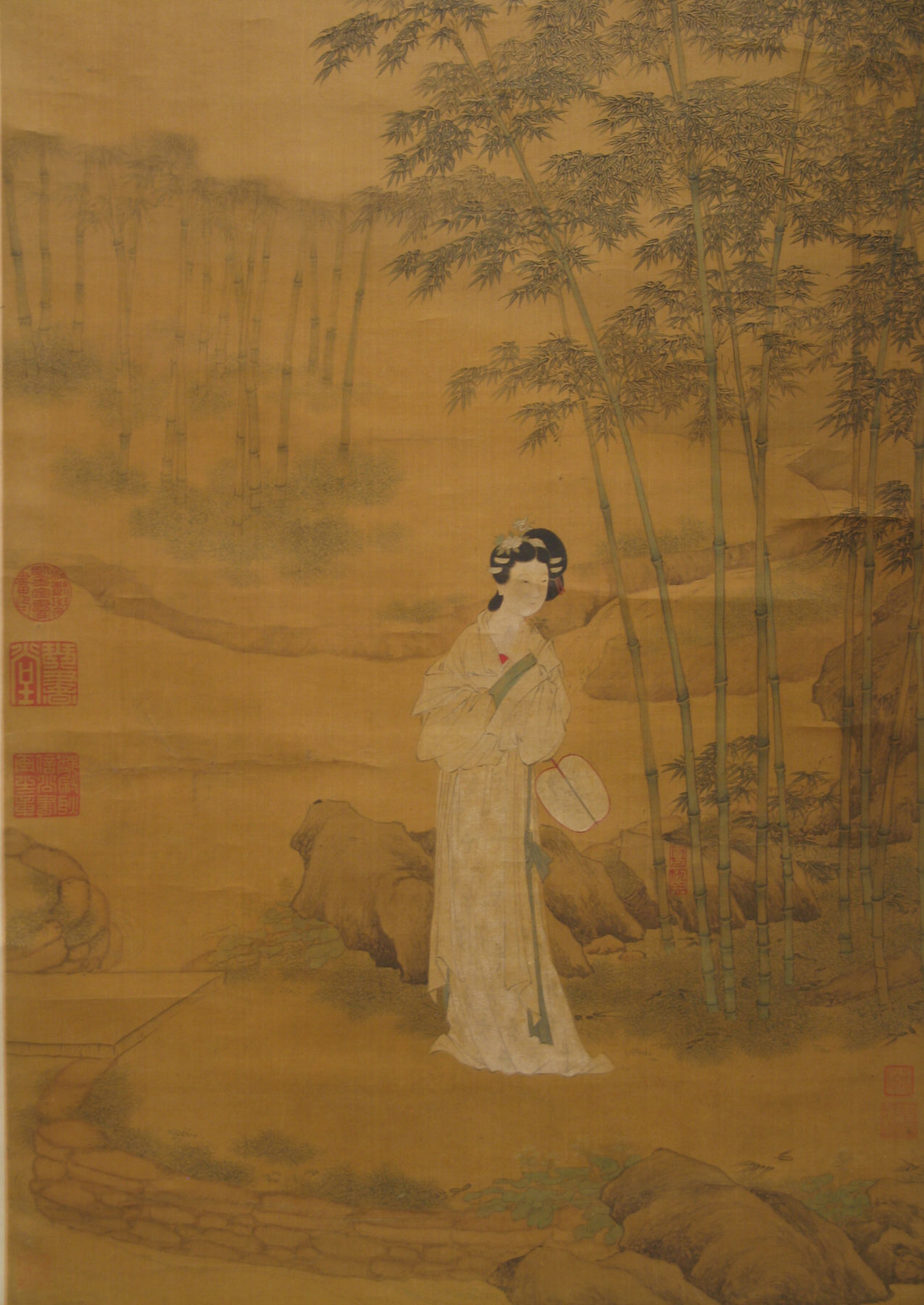
Dame dans un bosquet de bambous par Qiu Ying (1494-1552)

Pendant la dynastie Ming, les veuves chastes sont considérées comme héroïnes. La chasteté, de plus en plus répandues, s'associe au suicide des veuves, qui devient plus fréquent à cette époque. La "Veuve chaste" (en chinois :  節妇, en pinyin :  jiéfù) est honorée par des païfang de chasteté (en chinois : 貞節牌坊, en pinyin : zhēnjiépáifāng), érigés par des membres de sa famille, des sanctuaires, et des écrits commémoratifs,. Le gouvernement Ming récompense la chasteté des veuves. À l'inverse, les dot et biens du mari des veuves remariées sont confisqués. Ces changements sur le mariage et la propriété commencent sous la dynastie Yuan : ils visent à décourager le mariage et à encourager la chasteté des veuves. L'État a décerné un "témoignage de mérite" (en chinois :  旌表, en pinyin : jīngbiǎo) aux veuves chastes. Il approuve les récompenses citées plus haut. À la fin du XVIe siècle, celles-ci sont accordées aux femmes décédées en résistant au viol. Les femmes décédées ou se suicidant pour protéger leur honneur sont surnommées « femmes féroces » (烈女, liènǚ, ce qui se rapproche phonétiquement de "femme exemplaire" 列 女, liènǚ). Ici, le terme "féroce" est connoté comme signe de martyr
À l'inverse, les « femmes licencieuses » (en chinois : 淫妇, en pinyin : yínfù), sans scrupules, figurent dans de nombreux textes de la littérature populaire, comme dans le personnage de Pan Jinlian du roman Jin Ping Mei
Selon une stipulation de l'empereur Hongwu, tous les époux (hommes et femmes) de la cour Ming doivent provenir d'une famille de bas rang. Ainsi, les femmes de la Cour Ming sont moins puissantes que celles des cours précédentes.

### Dynastie Qing

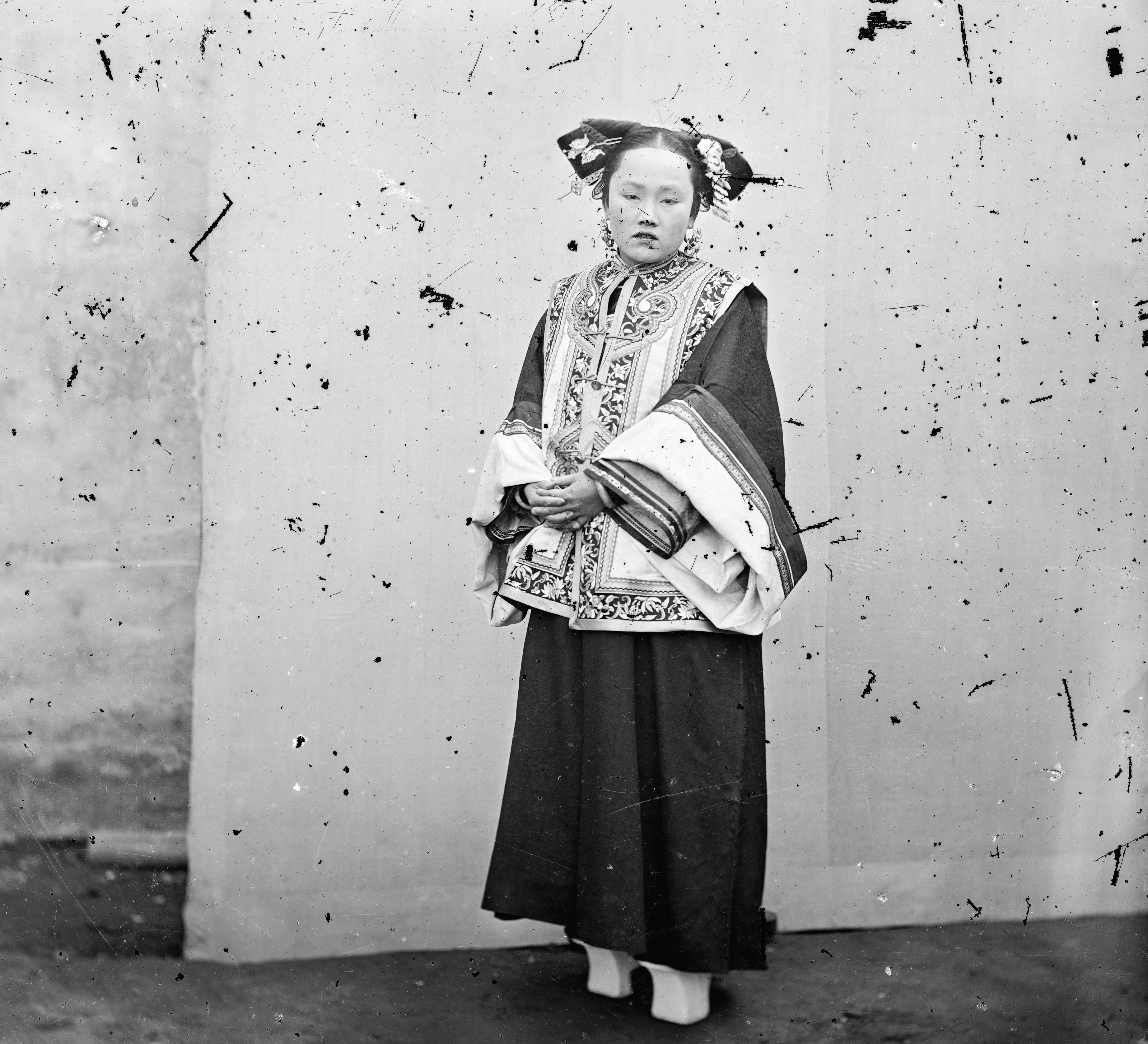
Photographie d'une femme mandchoue (1869) portant des chaussures à plates-formes hautes et étroites pour donner l'impression que ses pieds non-bandés sont de très petite taille.

La position sociale des femmes pendant la dynastie Qing se soumet aux principes confucéens de patrilocalité, de patrilinéarité, d'exogamie villageoise, d'économie agraire et de divisions du travail fondées sur le genre. Légalement, les femmes ne disposent pas de leur propriété (sauf de leur dot). Elles effectuent surtout des tâches domestiques, comme le tissage. La pratique des pieds bandés y contribue en les empêchant de marcher et de se tenir debout. Dans les familles pauvres, les femmes peuvent ne pas bander leurs pieds, ou, même les pieds bandés, travailler dans les champs de leur famille. Bien que les Qing tentent de mettre fin à cette pratique, en interdisant les pieds bandés aux femmes mandchoues, il s'avère impossible de la faire cesser chez les Han. Comme dans les périodes précédentes, les femmes doivent observer les Trois Obédiences, en obéissant au père dans l'enfance, à l'époux au mariage, et aux fils au veuvage. Les femmes sont souvent désignées par « épouse de [X] » ou « mère de [X] », leur nom personnel étant inconnu. Les accomplissements d'une femme consistent à porter des enfants, les femmes stériles ou que l'on croit telles sont méprisées par leurs maris, beaux-parents et voisins. Si une femme n'accouche pas au bout de quelques années, le mari prend une concubine. Des lettres écrites dans l'écriture des femmes entre sœurs montrent que beaucoup de femmes se sentent abandonnées au veuvage. Le remariage est donc intéressant, en particulier si elles n'ont pas de fils ou de pères (affinaux ou nataux) sur qui dépendre au sein de la société patriarcale.
Des biographies insistent sur des actes de femmes considérés comme des idéaux moraux, comme se suicider pour éviter le viol, ne jamais se marier pour maintenir la piété filiale, être veuve avant l'âge de 30 ans et rester veuve pendant plus de 20 ans. Même dans ces biographies, pourtant, les noms des femmes sont peu rarement donnés. Même si l'autorité Ming approuve la chasteté des veuves, elle est officiellement promue sous la dynastie Qing. Cette pratique est décrite par un historien comme "outil bureaucratique de réforme moral". Pour promouvoir la chasteté féminine dans chaque communauté, le gouvernement demande aux dirigeants locaux de nommer des femmes exemplaires et de soumettre leurs biographies. Si la biographie de la "veuve chaste" est conforme à la réalité, la famille de la veuve reçoit une recommandation personnelle écrite par l'empereur ou un arc de chasteté. De 1644 à 1736, environ 6 870 femmes de la région de Jiangnan reçoivent ces récompenses. De nombreuses arches de chasteté (節 孝 坊) sont construites dans les communautés de toute la Chine. Contrairement à la période Ming, cependant, les Qing découragent activement le suicide des jeunes veuves à la mort de leur mari (en chinois : 尋死, en pinyin : xúnsǐ). Les détracteurs de cette pratique soutiennent que ces décès sont moins inspirés par la loyauté envers le mari que par le désespoir, causé par des beaux-parents abusifs ou une menace de remariage. La loi Qing donne aux pères une autorité absolue sur leurs filles. Le père a ainsi le droit de les tuer pour un comportement jugé honteux. Cependant, il est interdit à un homme de vendre ses femmes, ses concubines ou ses filles célibataires.
Le gouvernement Qing fait l'éloge de la vertu, et pour montrer sa moralité, décourage les fonctionnaires et universitaires de visiter les courtisanes. Les cercles académiques et littéraires développés par des courtisanes, comme Dong Xiaowan et Liu Rushi, déclinent. La prostitution étant peu règlementée, des maisons de prostitution privées apparaissent. Dans les plus luxueuses, les courtisanes chantent, dansent et divertissent leurs clients.
L'impératrice douairière Cixi dirige la Chine à la fin de la période Qing. Elle gouverne de 1861 à 1908 avec des empereurs
Pendant la dynastie Qing, au XVIIIe siècle, certains écrivains chinois s'opposent aux pieds bandés, brièvement interdite la rébellion de Taiping, beaucoup de ses dirigeants étant d'origine Hakka (culture où les femmes ne bandent pas leurs pieds),. Les missionnaires chrétiens jouent un rôle dans l'opposition aux pieds bandés, et la société chrétienne contre cette pratique la plus ancienne connue est formée à Xiamen en 1874,. Le Mouvement chrétien de la tempérance de la femme (fondé en 1883) et les missionnaires cherchent à promouvoir l'égalité entre les sexes. En 1883, Kang Youwei fonde la société pour l'émancipation des pieds près de Canton pour lutter contre cette pratique, et des sociétés contre celle-ci sont fondées. Leurs membres déclarent être 300 000. Une des premières féministes chinoises était Qiu Jin, qui subit le processus douloureux de délier ses pieds, combat le bandage des pieds et d'autres pratiques traditionnelles. En 1902, l'impératrice douairière Cixi publie un édit contre les pieds bandés, rapidement annulé. La cessation du bandage a lieu pendant la République de Chine : cette fin est considérée comme un évènement significatif dans l'émancipation des femmes en Chine.
Plusieurs textes chinois vont présentée les femmes, surtout les mères et les épouses, comme étant des modèles éduquées et éthiques, comme celui de Nü sishu. Pourtant, il y a peu de femmes durant la dynastie Qing qui ont la possibilité de lire des livres et d'aller à l'école. Effectivement, ce n'est que vers la fin de la de la dernière dynastie, que les premières écoles publiques réservées aux filles sont créés, même si l'enseignement qui y était fait, était surtout centré sur leur future rôle d'épouse et de mère.